# Ceraclea globosa
Ceraclea globosa là một loài Trichoptera trong họ Leptoceridae. Chúng phân bố ở miền Cổ bắc.